# Rosemaries Tochter
Rosemaries Tochter ist ein deutscher Erotikfilm mit zeitsatirischem Hintergrund von 1976. Neben Lillian Müller in der Titelrolle spielen Horst Frank und Bela Erny weitere Hauptrollen. Regie führte Rolf Thiele, der bereits 18 Jahren zuvor das Prequel Das Mädchen Rosemarie gedreht hatte. Die Uraufführung des ab 18 Jahren freigegebenen Films fand am 18. November 1976 in Frankfurt am Main statt.

## Handlung
Annemaries Mutter, die stadtbekannte Edelprostituierte Rosemarie Nitribitt, wurde vor nahezu zwanzig Jahren ermordet aufgefunden. Der Täter ist nie gefunden worden. Auch Annemaries Vater ist unbekannt. Unter dem Namen Annemarie Meier-Wippertal lebte sie bislang unbelastet von der Vergangenheit ihrer Mutter. Ein anonym bleibender Gönner hatte bis dato ihr Leben finanziert, auch ihren Aufenthalt in einem Schweizer Internat. Eines Tages bleibt der monatliche Scheck aus.
Annemarie begibt sich daraufhin nach Deutschland, um nach ihrem mysteriösen Gönner zu suchen. Außerdem will sie versuchen, auf eigene Faust den Mörder ihrer Mutter ausfindig zu machen. Und sie will sich rächen: an jedem in der Gesellschaft, den sie für mitverantwortlich am Tode ihrer Mutter hält. Jeder Mann scheint ihr verdächtig, und sie nutzt die Reize ihres wohlproportionierten Körpers, um ihr Ziel zu erreichen. Ohne sich selbst zu prostituieren, will sie rasch zu Geld kommen. Da sie Journalistik studiert hat, will sie auch in diesem Beruf arbeiten. Versuche staatlicher Stellen, sie als Agentin anzuwerben, scheitern. Schließlich zeigt auch die Gegenseite Interesse an ihr und versucht sie als Terroristin anzuwerben. Doch auch darin hat sie kein Talent.
Die Wirtschaftselite und Politprominenz der Bonner Republik ist aufgeschreckt, Annemaries Aktivitäten bleiben den hohen Herren nicht verborgen und bringen offensichtlich einige der soignierten Vertreter der Führungselite ins Schwitzen. Währenddessen hat sich Annemarie in einen Agenten verliebt, sträubt sich aber gegen ihre Gefühle, weil sie der Liebe sui generis zutiefst misstraut. Schließlich landet sie, splitterfasernackt, als Loreley auf dem gleichnamigen Felsen, umhüllt vom 'Nebel des Vergessens'.

## Produktionsnotizen
Rosemaries Tochter war die letzte Inszenierung von Rolf Thiele. Sein Film Frauenstation kam erst nach Rosemaries Tochter zur Aufführung. Wie schon in Das Mädchen Rosemarie spielen auch in diesem Film Horst Frank, Jo Herbst, Hanne Wieder und Tilo von Berlepsch mit. Die Titelrolle der Annemarie Nitribitt ging an das blonde, norwegische Nacktmodell Lillian Müller, das bereits im Jahr zuvor (1975) in Thieles Frauenstation die weibliche Hauptrolle gespielt hatte.
Maleen Pacha sorgte für die Ausstattung, Charlotte Flemming entwarf die Kostüme.

## Kritik
Das große Personenlexikon des Films resümierte: „Sein letztes Werk als Regisseur, Rosemaries Tochter, die hochspekulative Fortsetzung seines größten Hits mit dem norwegischen Playboy-Nackedei Lillian Müller in der textilarmen Titelrolle, markierte Thieles absoluten Tiefpunkt, in künstlerischer wie kommerzieller Hinsicht.“
Das Handbuch 9, Filme 1971–76, schrieb über Rosemaries Tochter: „Der zeitsatirische Aspekt und kabarettistische Zuschnitt ist größtenteils von plumper Machart mit Porno-Entgleisungen, wodurch der Film trotz aufwendiger Gestaltungsmittel jeglichen Anspruch verspielt“.